# 萊氏托梅脂鯉
萊氏托梅脂鯉，為輻鰭魚綱脂鯉目脂鯉亞目锯脂鲤科的其中一個種。分布於南美洲法屬圭亞那Mana河、Maron河及蘇利南Commewine河流域，體長可達51.2公分，棲息在底中層水域，生活習性不明，可做為食用魚。

## 扩展阅读
維基物種上的相關：萊氏托梅脂鯉